# Ratpenat d'espatlles grogues flor de lis
El ratpenat d'espatlles grogues flor de lis (Sturnira lilium) és una espècie de ratpenat de la família dels fil·lostòmids. Viu a l'Argentina, Bolívia, el Brasil, el Paraguai i l'Uruguai. El seu hàbitat natural són selves per assecar o boscos de muntanya. No hi ha cap amenaça significativa per a la supervivència d'aquesta espècie.